# Atalaia (Pinhel)
Atalaia is een plaats (freguesia) in de Portugese gemeente Pinhel en telt 160 inwoners (2001).